# BERKOM
BERKOM – Berliner Kommunikationssystem war ein Entwicklungsprojekt unter Federführung der Deutschen Bundespost zur Entwicklung von Diensten und Anwendungen für geplante Breitbandnetze wie Breitband-ISDN, VBN, IBFN oder ATM. Die Gründung erfolgte als Organisationseinheit der Detecon am 1. Februar 1986 in Berlin.
Berkom wurde ab der Gründung von Jürgen Kanzow bis zu seinem Tod im September 1997 geleitet. Zum 1. Januar 1993 ging die Organisationseinheit aus der Detecon in die neu gegründete DeTeBerkom GmbH über (später Deutsche Telekom Berkom GmbH), einem 100%igen-Tochterunternehmen der Deutschen Telekom mit Sitz in Berlin. Die Einheit gehörte ab Mitte 1999 als Betrieb zur T-Nova Deutsche Telekom Innovationsgesellschaft mbH. Mit dem Übergang der T-Nova in die T-Systems endete die eigenständige Existenz.
Es wurden Anwendungen, multimediale (End-)Geräte und Dienste entwickelt und erprobt auf den Gebieten:
- Teledienste (Informationsdienste, Telemedizin, Telepublishing, Vernetzung von Produktionsstätten),
- Informationsdienste („Multimedia-Mail“, Videokonferenzen, Application-Sharing),
- Wissensmanagement,
- Vermittlungsstellen für Breitbandnetze,
- Entwicklung von Endgeräten,
- Entwicklung von Übertragungsstandards u. a. BERKOM-Referenzmodell, ein dem ISO/OSI-Referenzmodell nachempfundenes Schichtenmodell für Breitbanddienste.

BERKOM hat in Berlin ein eigenes geschlossenes Breitband-Glasfasernetz zur Verbindung der verschiedenen Projektpartner genutzt.
BERKOM hat einige ihrer Zeit weit voraus gehende Projekte durchgeführt. Auf der Suche nach möglichst anspruchsvollen, bandbreitenhungrigen Anwendungen für ihr Hochgeschwindigkeitsnetz VBN in Berlin trat die BERKOM an ART+COM heran. So wurde 1993 das System TerraVision von ART+COM im Auftrag der BERKOM entwickelt. Dieses System war ein Planetenbrowser und kombinierte Luftbilder, Satellitenaufnahmen, Höhen- und Wetterdaten der Erde, durch die in Echtzeit navigiert werden konnte. Aufmerksamkeit erregte das Projekt nicht nur durch die neuartige Darstellung, sondern auch durch die Form der Navigation, die durch einen Globus-großen überdimensionierten Trackball erfolgte. Präsentiert hat ART+COM TerraVision einer breiten Öffentlichkeit zum ersten Mal auf der ITU-Konferenz in Kyoto Ende 1994, und TerraVision kam in Deutschland für die Präsentation der zukünftigen Stadtplanung von Berlin zum Einsatz. Das System war bei BERKOM installiert und wurde auf etlichen Messen demonstriert.
TerraVision war in Performer, einer SGI-Grafikbibliothek, implementiert und muss das Interesse des damaligen Direktors und Chefentwicklers der für SGIs Grafikbibliotheken zuständigen Abteilung geweckt haben. Einige Jahre später gründete Michael T. Jones die Firma Keyhole, die die Technik und Anwendung entwickelte, die 2004 wiederum Google kaufte und in Google Earth umbenannte. Jones wurde CEO von Google Earth.